# The Devil, the Servant and the Man
The Devil, the Servant and the Man è un cortometraggio muto del 1912 scritto e diretto da Frank Beal. Prodotto dalla Selig Polyscope Company, il film aveva come interpreti Charles Clary, Kathlyn Williams, William Stowell, Harry Lonsdale.

## Trama
Un uomo trascura la moglie, passando il suo tempo con gli amici e le donne. Una sera riceve un biglietto da Edna, la sua favorita, che gli chiede di partecipare a uno spettacolo. Tornato a casa per cambiarsi, la moglie si lamenta a causa delle sue frequenti assenze. Ma lui le dice che si tratta solo di una serata tra amici, al club. E presta scarsa attenzione al biglietto della moglie che gli preannuncia "che se continuerà con il bere e con le sue amichette, non potrà poi lamentarsi se lei farà altrettanto". Finito lo spettacolo a cui ha assistito con l'amante, l'uomo torna a casa e si addormenta. Gli appare il diavolo che gli fa vedere i tradimenti di sua moglie, prima nelle braccia di un uomo e poi in quelle di un altro. Pazzo di rabbia, prende la pistola che il diavolo gli porge e uccide la moglie. Poi corre a casa. Credendo adesso di essere sveglio, ricorda il terribile sogno che ha avuto e si affretta ad andare nella stanza della moglie, ma la trova vuota. Ricorda il biglietto e, pieno di rimorso, sta per uccidersi con la pistola quando viene portato davanti a uno schermo e vede che la moglie dorme tranquillamente a casa.

Ora si sveglia sul serio e, mentre si prostra davanti a lei pregando per il perdono, ringrazia Dio per aver rivelato in sogno la follia del suo comportamento.

## Produzione
Il film fu prodotto dalla Selig Polyscope Company.

## Distribuzione
Distribuito dalla General Film Company, il film - un cortometraggio di una bobina - uscì nelle sale cinematografiche statunitensi il 18 aprile 1912. Il 23 giugno dello stesso anno il film venne distribuito anche nel Regno Unito.